# Serapias lingua
Serapias lingua là một loài phong lan bản địa của Địa Trung Hải.

## Hình ảnh

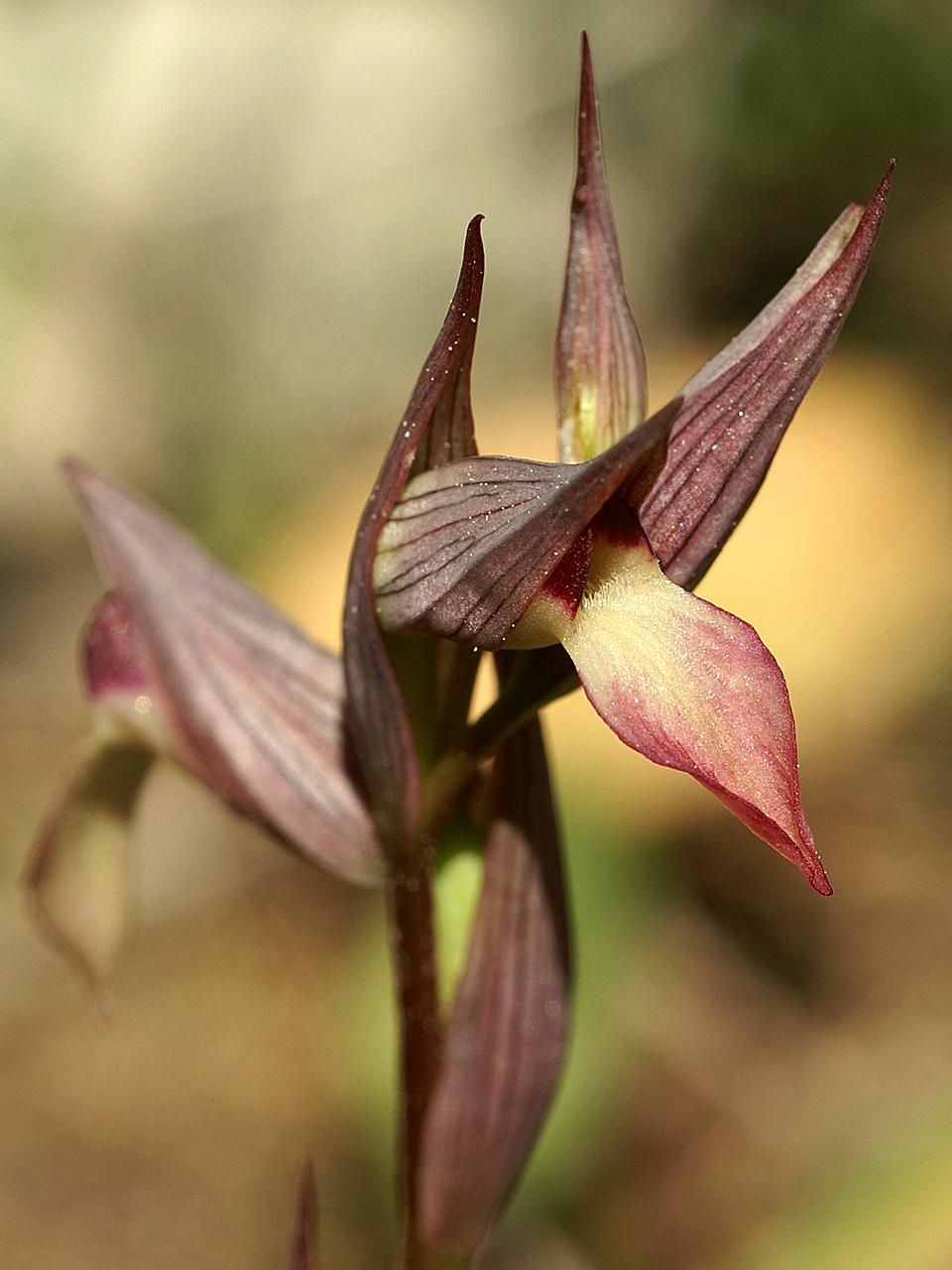
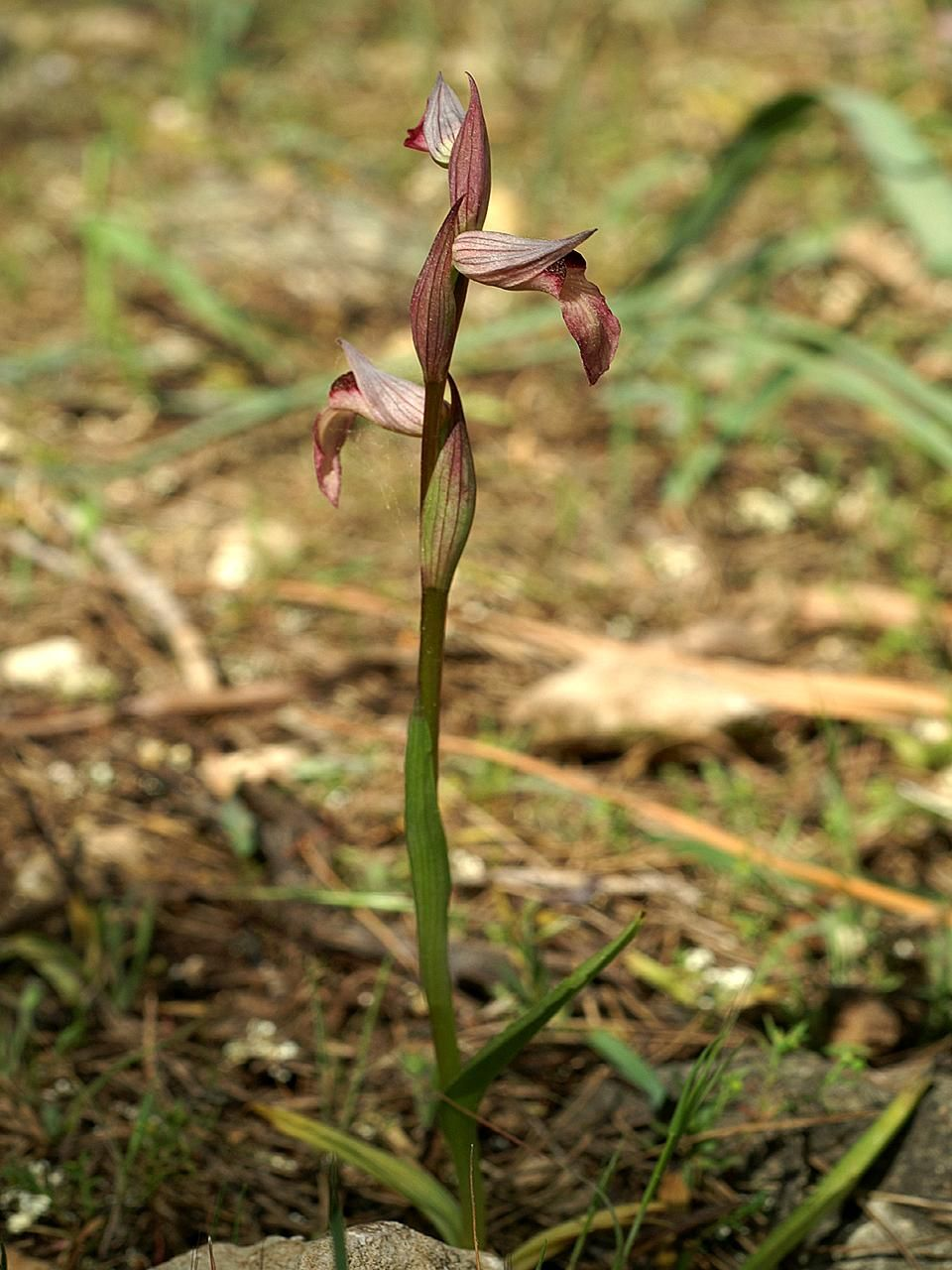
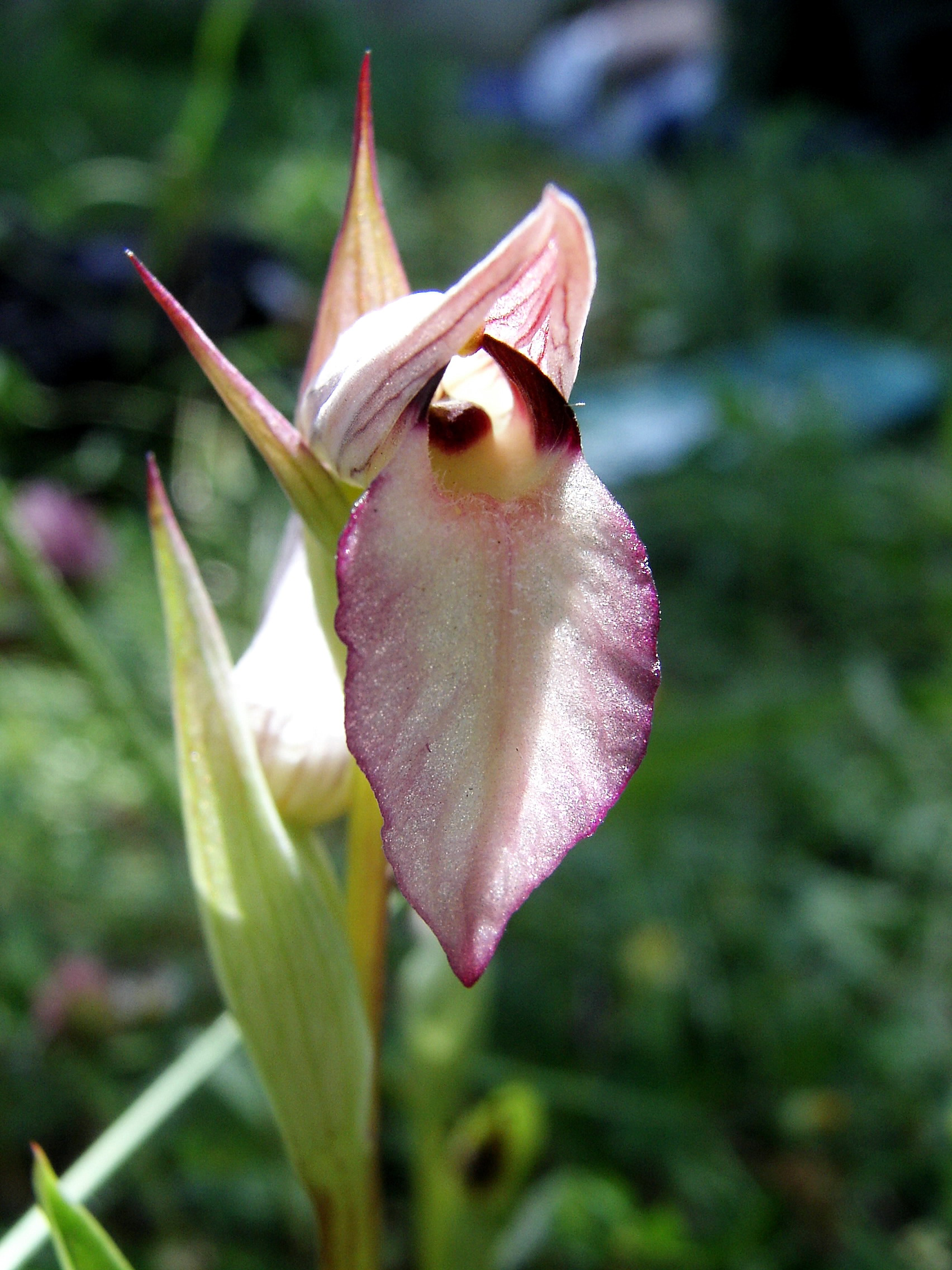
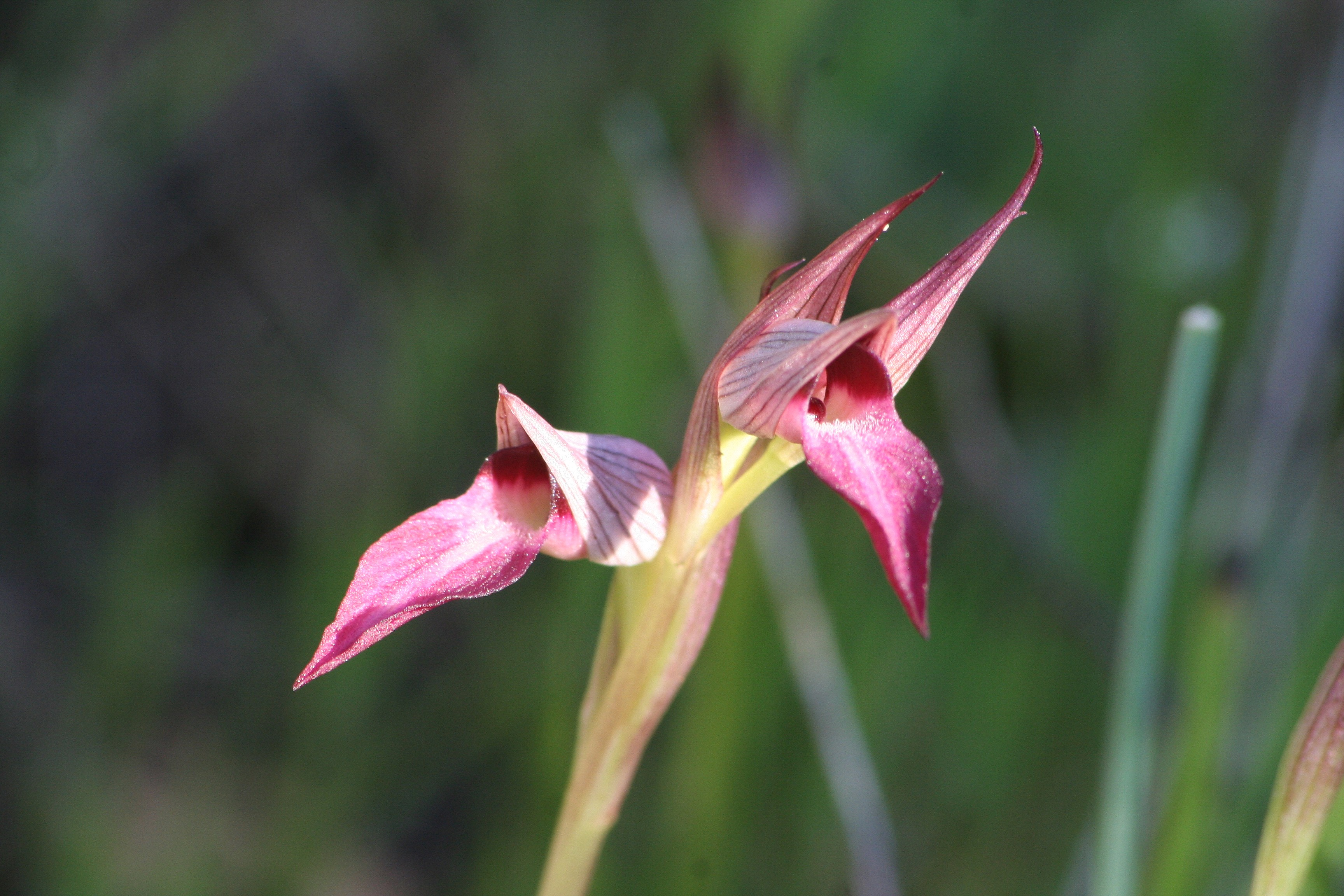